# Giuseppe Gerbi (atleta)
Giuseppe Gerbi (Collegno, 13 settembre 1955) è un ex siepista, mezzofondista e maratoneta italiano.
Ha vinto quattro titoli nazionali assoluti.

## Biografia
Sesto ai Giochi olimpici di Mosca 1980 sui 3000 m siepi e 4 volte campione italiano

## Palmarès
| Anno | Manifestazione | Sede  | Evento       | Risultato | Prestazione | Note |
| ---- | -------------- | ----- | ------------ | --------- | ----------- | ---- |
| 1980 | Olimpiadi      | Mosca | 3000 m siepi | 6º        | 8'18"47     |      |

## Campionati nazionali
1975
- 27º ai campionati italiani di corsa campestre

1976
- Oro ai campionati italiani assoluti nei 5000 m - 14'11"0

1977
- Oro ai campionati italiani assoluti indoor nei 3000 m - 8'06"29

1980
- Argento ai campionati italiani assoluti nei 5000 m - 13'48"8

1981
- Argento ai campionati italiani di corsa campestre - 36'58"

1982
- Oro ai campionati italiani di maratona - 2h11'25"

1983
- Oro ai campionati italiani di maratona - 2h15'11"

1984
- 8º ai campionati italiani di corsa campestre - 34'34"

## Altre competizioni internazionali
1975
- 11º alla Corrida di San Fernando ( Punta del Este)

1976
- 12º alla Stramilano ( Milano)
- Argento al Cross di Volpiano ( Volpiano) - 34'10"

1977
- Oro alla Maratona di Monza ( Monza) - 2h19'20"
- 17º alla Stramilano ( Milano)

1978
- 7º alla Cinque Mulini ( San Vittore Olona) - 31'28"

1979
- Bronzo al Cross di Volpiano ( Volpiano) - 26'20"

1980
- Oro alla Stratorino ( Torino), 15,5 km - 49'03"
- Oro alla Amatrice-Configno ( Amatrice), 8,4 km - 24'44"
- 7º al Trofeo Cross di Luserna	( Luserna San Giovanni) - 25'40"

1981
- 4º al Gran Premio Podistico Città di Ferrara ( Ferrara), 12,6 km - 36'57"
- Oro a La Matesina ( Bojano), 9,8 km - 30'11"
- 4º alla Scarpa d'Oro ( Vigevano), 7,5 km - 22'05"
- 4º al Cross di Alà dei Sardi ( Alà dei Sardi) - 31'30"

1982
- Oro alla Maratona di Ferrara ( Ferrara) - 2h11'25"
- 6º alla Stramilano ( Milano) - 1h03'30"
- Oro al Cross di Cossato ( Cossato) - 30'29"

1983
- Oro alla Maratona di Roma ( Roma) - 2h15'11"
- 5º al Campaccio ( San Giorgio su Legnano) - 35'26"
- Oro al Cross dell'Altopiano ( Clusone) - 36'14"

1984
- 7º alla Amatrice-Configno ( Amatrice), 8,4 km - 24'52"
- 6º al Cross dell'Altopiano ( Clusone) - 29'31"